# Yukitoshi Itō
Yukitoshi Itō (伊東 幸敏 Itō Yukitoshi?,  nacido el 3 de septiembre de 1993 en Fuji, Shizuoka) es un exfutbolista japonés. Jugó de defensa y su último equipo fue el Oita Trinita, de la J2 League, la segunda división de Japón.

## Trayectoria
| Club             | País  | Año         |
| ---------------- | ----- | ----------- |
| Kashima Antlers  | Japón | 2012 - 2021 |
| JEF United Chiba | Japón | 2021 - 2022 |
| Oita Trinita     | Japón | 2022 - 2023 |

## Palmarés

### Títulos nacionales
| Título             | Club            | País  | Año  |
| ------------------ | --------------- | ----- | ---- |
| Copa J. League     | Kashima Antlers | Japón | 2012 |
| Copa J. League     | Kashima Antlers | Japón | 2015 |
| J1 League          | Kashima Antlers | Japón | 2016 |
| Copa del Emperador | Kashima Antlers | Japón | 2016 |
| Supercopa de Japón | Kashima Antlers | Japón | 2017 |

### Títulos internacionales
| Título                      | Club (*)        | Sede    | Año  |
| --------------------------- | --------------- | ------- | ---- |
| Copa Suruga Bank            | Kashima Antlers | Kashima | 2012 |
| Copa Suruga Bank            | Kashima Antlers | Kashima | 2013 |
| Liga de Campeones de la AFC | Kashima Antlers | Teherán | 2018 |

(*) Incluyendo la selección